# 柳ケ瀬グラッスル35

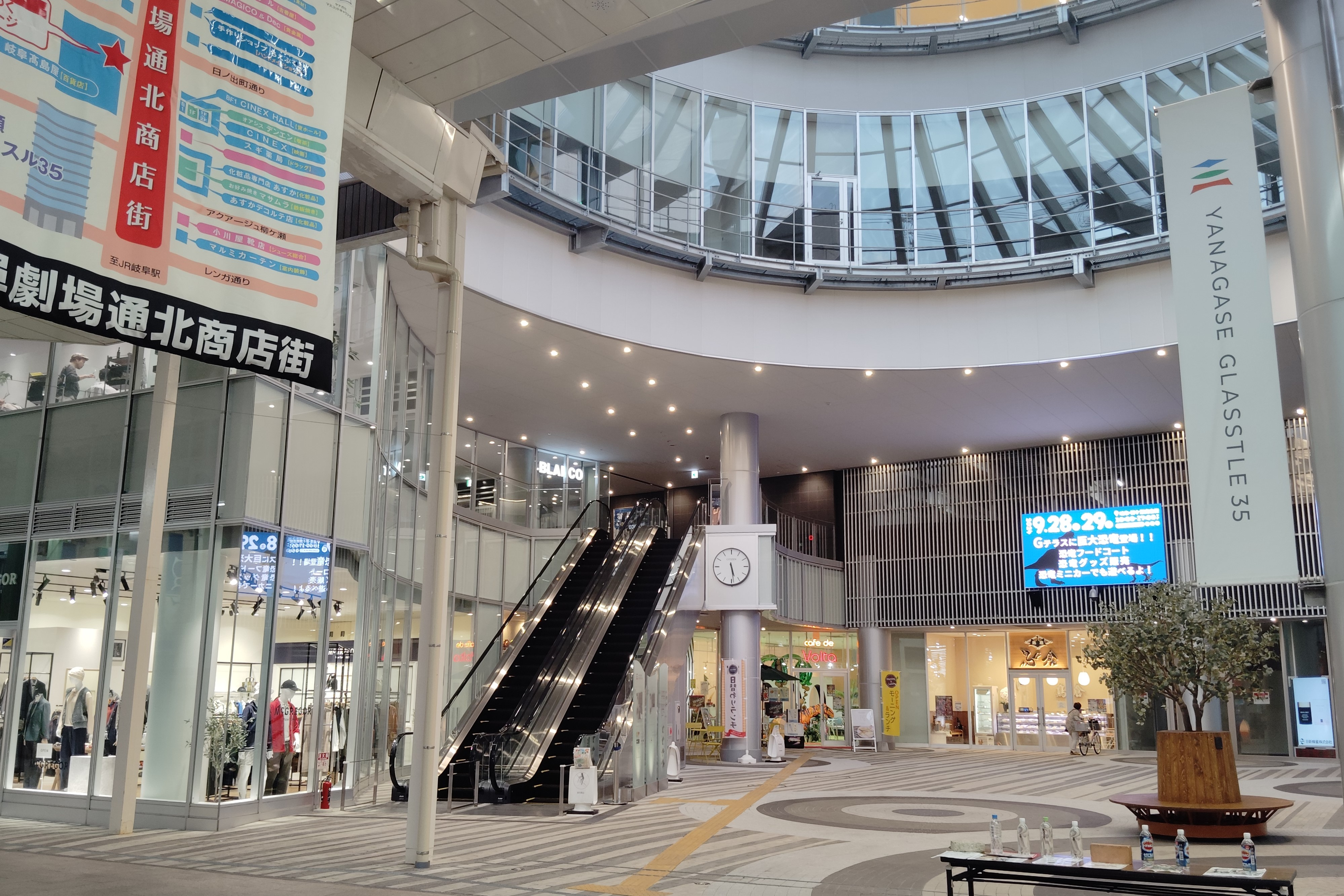
1階にあるGテラス（2024年9月）

柳ケ瀬グラッスル35（やながせグラッスルさんじゅうご、YANAGASE GLASSTLE 35）は、岐阜県岐阜市徹明通2丁目18番地に所在する、高さ132.64メートルの商業・住居複合の超高層ビルである。岐阜髙島屋（2024年7月31日閉店）跡地の南側に隣接する。高島屋南地区第一種市街地再開発事業として行われたもので、柳ケ瀬の活性化に期待がかかる。

## 概要
第2期岐阜市中心市街地活性化基本計画で、土地区画整理事業、市街地再開発事業に位置付けられる高島屋南地区第一種市街地再開発事業によって建設された、商業・住居複合の超高層ビルである。
分譲マンションのデベロッパーは大京と大和ハウス工業で、それぞれのブランド「ライオンズ」「プレミスト」の名が入っている。
総戸数335戸で、東海圏（愛知県・岐阜県・三重県）で「30階建て以上」かつ「総戸数300戸以上」かつ「行政による公共施設が入居する複合再開発事業」の条件においては、最大級のマンションとなる。

## 事業概要
- 事業名：高島屋南地区第一種市街地再開発事業
- 建築主：高島屋南市街地再開発組合
- 住所：岐阜県岐阜市徹明通二丁目18番地
  - 所在地：徹明通2丁目、神室町2丁目、金町4丁目地内
- 事業期間：1988年 - 2023年
- 総事業費：220億円（国が約41億円、岐阜市が約30億円、岐阜県が約11億円を補助）[4]
- 工事期間：2019年3月1日 - 2022年8月31日（予定）
- 起工式：2019年10月10日
- 竣工式：2023年3月4日
- 地区面積：約0.9ha
- 敷地面積：06,467.71m2
- 建築面積：05,718.92m2
- 延床面積：57,790.27m2
- 階数：地上35階、地下1階。駐車場棟（地上8階：自走式立体駐車場）
- 軒高：128.39m
- 高さ：132.64m（PHを含む）
- 構造：鉄筋コンクリート造（一部鉄骨造）
- 総戸数：335戸（地上5階 - 35階、権利者住戸36戸を含む）
  - 専有面積：46.90m2 - 156.32m2。平均専有面積75m2
  - 間取り：1LDK - 4LDK
- 駐車台数：399台（自走式立体駐車場）、専用カーエントランスで直結
  - 居住者用：303台
  - 時間貸駐車場：96台
- 参加組合員：株式会社大京、大和ハウス工業株式会社
- 基本設計、工事監理：株式会社青島建設
- 実施設計：戸田建設株式会社一級建築士事務所
- 施行：戸田建設株式会社
- コンサルタント：株式会社都市研究所スペーシア
- 事業支援：国土交通省、岐阜県、岐阜市、十六銀行、岐阜信用金庫、大垣共立銀行

## 用途
- 1階：賑わいの広場「Gテラス」・商業施設
- 1階 - 2階：商業施設
- 3階：公益施設（健康運動施設「ウゴクテ」、岐阜市保健所中保健センター[注釈 1][5]）
- 4階：公益施設（子育て支援施設「ツナグテ」）
- 5階 - 35階：分譲マンション「ライオンズ岐阜プレミストタワー35」
- 6階：ゲストルーム
- 25階：スカイラウンジ

## 経緯
- 1988年（昭和63年）3月 - 岐阜県商店街振興組合連合会による活性化に向けた提案
- 1997年（平成09年）3月 - 柳ケ瀬21世紀ビジョン計画策定
- 2000年（平成12年）1月 - 高島屋南地区まちづくり協議会を設立
- 2002年（平成14年）9月 - 高島屋南市街地再開発準備組合を設立
- 2003年（平成15年）7月 - 都市再生緊急整備地域 第三次指定
- 2007年（平成19年）5月 - 岐阜市中心市街地活性化基本計画に高島屋南地区が位置付けられる
- 2011年（平成23年）12月 - 都市計画決定・告示
- 2014年（平成26年）10月 - 高島屋南市街地再開発組合を設立
- 2015年（平成27年）10月 - 特定業務代行者（戸田建設株式会社）及び参加組合員候補企業（株式会社大京）の決定
- 2016年（平成28年）
  - 3月 - 都市計画変更の決定・告示
  - 7月 - 事業計画の変更参加組合員（株式会社大京）の決定
- 2017年（平成29年）3月 - 岐阜市立地適正化計画に高島屋南地区が位置付けられる
- 2018年（平成30年）
  - 03月 - 岐阜市と公益的施設に係る保留床売買契約を締結
  - 10月 - 参加組合員に大和ハウス工業株式会社が参画
- 2019年（平成31年）
  - 2月 - 権利変換計画（都市再開発法第111条）の認可
  - 3月 - 工事着工
  - 10月10日 - 起工式
- 2020年（令和2年）
  - 08月 - 再開発ビルの名称を「柳ケ瀬グラッスル35」と決定[6]
  - 10月 - 高層分譲マンション名称を「ライオンズ岐阜プレミストタワー35」に決定[7]
- 2022年（令和4年）
  - 3月1日 - 上棟式を開催[8]
  - 11月22日 - 定礎式[9]
- 2023年（令和5年）
  - 3月4日 - 竣工。完成式典を実施[10][4]
  - 4月30日 - 子育て支援施設「ツナグテ」・健康運動施設「ウゴクテ」オープン。誕城祭を開催（5月7日まで）。
  - 5月8日 - 中保健センターが当ビル3階に移転[5]。

## その他
「柳ケ瀬グラッスル35」の「グラッスル（GLASSTLE）」の由来は、GLASS（ガラス）、GRASS（緑）、CASTLE（城）を掛け合わせた造語で、それぞれ
- GLASS：清流長良川のようなビルのガラス張りの壁面
- GRASS：自然豊かな岐阜をイメージさせる施設内の緑
- CASTLE：岐阜城のように、まちなかにそびえる新たな城（ランドマーク）

という意味が込められている。

## アクセス
以下は『高島屋南地区第一種市街地再開発事業「柳ケ瀬グラッスル35」事業概要パンフレット』27頁による。
- JR岐阜駅から徒歩13分
- 岐阜バス
  - 「柳ヶ瀬」バス停から徒歩3分
  - 「金華橋通り柳ヶ瀬」バス停から徒歩2分
  - 「徹明町」バス停から徒歩2分